# 上音威子府駅

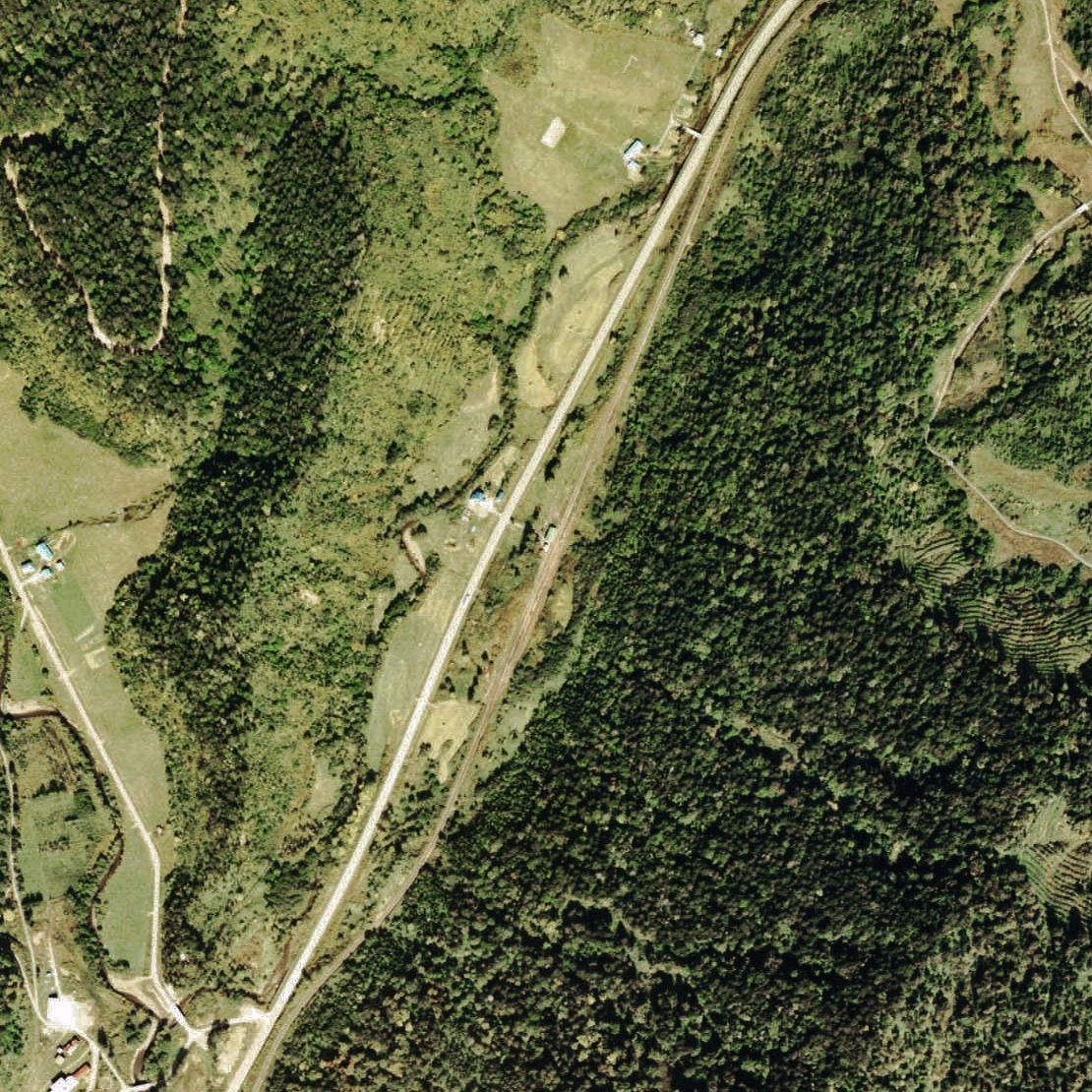
1977年の上音威子府駅と周囲約1km範囲。上が中頓別方面。既に無人駅で棒線化されている。かつては木材が沢山野積みされていた駅裏のストックヤードは、原生状態に戻りつつある。周囲もほとんど民家がない。横に並行して国道275号美深線が走り、左下端の国道脇にこの写真の2年前に閉校した小中学校跡が白く残る。さらに左下隅には、北大の事務棟の赤い屋根が見える。現在この一帯は、全くの無人地帯と化してしまった。

上音威子府駅（かみおといねっぷえき）は、北海道（上川支庁）中川郡音威子府村字上音威子府にあった北海道旅客鉄道（JR北海道）天北線の駅（廃駅）である。電報略号はカオ。事務管理コードは▲121901。

## 歴史

### 年表
- 1914年（大正3年）11月7日：鉄道院宗谷線音威子府駅 - 小頓別駅間延伸に伴い開業（一般駅[3]）。
- 1919年（大正8年）10月20日：線路名を宗谷本線に改称、それに伴い同線の駅となる。
- 1930年（昭和5年）4月1日：音威子府駅 - 稚内駅間を宗谷本線から分割し線路名を北見線に改称、それに伴い同線の駅となる。
- 1949年（昭和24年）6月1日：公共企業体である日本国有鉄道に移管。
- 1961年（昭和36年）4月1日：線路名を天北線に改称、それに伴い同線の駅となる。
- 1973年（昭和48年）9月17日：貨物・荷物取扱い廃止[4]。交換設備を廃止。同時に無人化[5]。
- 1987年（昭和62年）
  - 4月1日：国鉄分割民営化により、北海道旅客鉄道（JR北海道）の駅となる[1]。
  - 11月10日：臨時駅（4月1日から11月30日まで営業）に種別変更[1]。
- 1989年（平成元年）5月1日：天北線の廃線に伴い廃止となる[1]。

### 駅名の由来
音威子府川の上流にあることから「上」を冠した。

## 駅構造
廃止時点で、単式ホーム1面1線を有する地上駅であった。ホームは線路の西側（南稚内方面に向かって左手側）に存在した。分岐器を持たない棒線駅となっていた。かつては千鳥状にずれた単式ホーム2面2線を有する列車交換可能な交換駅であった。交換設備運用廃止後は線路は撤去されたが、上り方面ホームは残存していた。太平洋戦争以前には、周辺の森林（北海道大学演習林）から出荷される木材を積み込むためのヤードを有していた。
無人駅となっていたが、有人駅時代の駅舎が残っていた。駅舎は構内の西側に位置しホームに接していた。木造板壁で、柱を露出させてその間を縦板で埋めるという遊びの入ったデザインの駅舎であった。

## 駅周辺
上音威子府集落があり、上音威子府小中学校が存在したが、離農により集落が消滅し、現在は無人地帯となっている。
- 国道275号（頓別国道） - 駅から約0.1km[9]。
- 天北川
- 宗谷バス「上音威子府」停留所（天北宗谷岬線、都市間バス）

## 利用状況
乗車人員の推移は以下のとおり。年間の値のみ判明している年については、当該年度の日数で除した値を括弧書きで1日平均欄に示す。乗降人員のみが判明している場合は、1/2した値を括弧書きで記した。
| 年度               | 乗車人員 | 乗車人員 | 出典   | 備考 |
| 年度               | 年間     | 1日平均  | 出典   | 備考 |
| ------------------ | -------- | -------- | ------ | ---- |
| 1954年（昭和29年） | 19,398   | 53       | [ 10 ] |      |
| 1958年（昭和33年） | 20,660   | 57       | [ 10 ] |      |
| 1963年（昭和38年） | 22,041   | 60       | [ 10 ] |      |
| 1964年（昭和39年） | 20,185   | 55       | [ 10 ] |      |
| 1971年（昭和46年） | 3,006    | 8        | [ 10 ] |      |
| 1978年（昭和53年） |          | 4        | [ 11 ] |      |

## 駅跡

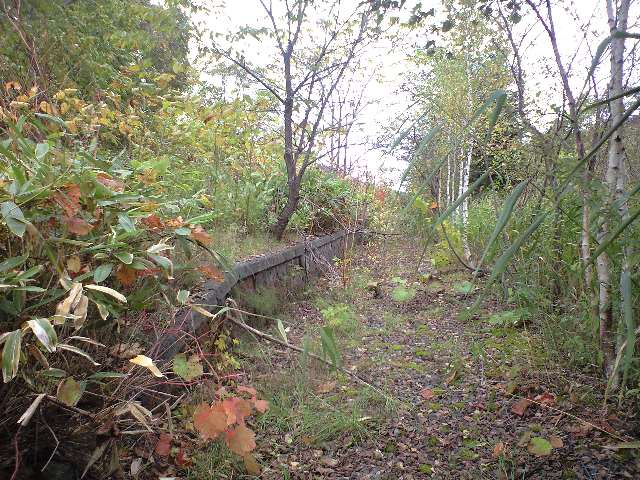
上音威子府駅ホーム跡及び線路跡（2009年）。奥が小頓別方面

1997年（平成9年）時点では駅舎、ホーム、信号機器設備が残存していた。駅舎は廃屋一歩手前の状況ながらも農機材置き場に再利用され、2004年（平成16年）9月頃までは残存していたが、倒壊の危険があるため取り壊された。駅舎があった頃は、当時の椅子などもそのまま残存していた。
2009年（平成21年）秋時点で、国道から駅前広場までの数十メートルの道（未舗装）、駅前広場（未舗装）、石積みのプラットホーム、音威子府方面及び小頓別方面への線路跡が確認できた。ホームや線路跡には草木が生い茂り、貨物扱いなどを行った構内跡も原野化している。ホームは2010年（平成22年）時点でも残存しており、2011年（平成23年）時点でも同様であった。
2014年、開業100年を記念して、音威子府村民有志による「天北線上音威子府機関支区鉄道倶楽部（現：nociw＊）」が駅の修復に乗り出した。村の「住民提案型まちづくり補助金制度」による助成を受け、業者によってプラットホームの修復と、国鉄仕様を模したレプリカの駅名標設置が行われた。2015年8月4日、駅名標の除幕式を行った。2016年（平成28年）7月時点では草木が刈られており、レプリカの駅名標が引き続き設置されている。
また2011年（平成23年）時点では駅跡から1kmほど南稚内側に嘉平川を渡る橋台跡が残存していた。
音威子府村では2020年より、当駅跡地にある線路の敷石を缶詰にした「旧国鉄天北線 線路の石缶詰」をふるさと納税特別返礼品として設定し、村内にあるJR宗谷本線の廃止候補駅3駅（筬島駅、咲来駅、天塩川温泉駅）の存続支援に充てている。

## 隣の駅
北海道旅客鉄道（JR北海道）
天北線
音威子府駅 - （臨）上音威子府駅 - 小頓別駅
かつて当駅と小頓別駅との間に天北栄仮乗降場（てんぽくざかえかりじょうこうじょう）が存在した（開業年月日不詳（1956年（昭和31年）11月19日には存在していた）、1965年（昭和40年）10月（日付不詳）廃止）。